# 吴祎
吴祎，湖州人，是一名明朝政治人物。
吴祎曾于崇祯年间接替杨汝翼任邵武府知府一职，崇祯年间由朱贤愈接任。